# Šárovcova Lhota
Šárovcova Lhota là một làng thuộc huyện Jičín, vùng Královéhradecký, Cộng hòa Séc.